# Leptospermum speciosum
Leptospermum speciosum är en myrtenväxtart som beskrevs av Johannes Conrad Schauer. Leptospermum speciosum ingår i släktet Leptospermum och familjen myrtenväxter. Inga underarter finns listade i Catalogue of Life.